# Stanisławów (gemeente)
De gemeente Stanisławów is een landgemeente in het Poolse woiwodschap Mazovië, in powiat Miński.
De zetel van de gemeente is in Stanisławów.
Op 30 juni 2004 telde de gemeente 6239 inwoners.

## Oppervlakte gegevens
In 2002 bedroeg de totale oppervlakte van gemeente Stanisławów 106,01 km², waarvan:
- agrarisch gebied: 64%
- bossen: 28%

De gemeente beslaat 9,1% van de totale oppervlakte van de powiat.

## Demografie
Stand op 30 juni 2004:
| Omschrijving                   | Totaal | Totaal | Vrouwen | Vrouwen | Mannen | Mannen |
| ------------------------------ | ------ | ------ | ------- | ------- | ------ | ------ |
| eenheid                        | aantal | %      | aantal  | %       | aantal | %      |
| inwoners                       | 6239   | 100    | 3112    | 49,9    | 3127   | 50,1   |
| bevolkingsdichtheid (inw./km²) | 58,9   | 58,9   | 29,4    | 29,4    | 29,5   | 29,5   |

In 2002 bedroeg het gemiddelde inkomen per inwoner 1347,14 zł.

## Administratieve plaatsen (sołectwo)
Borek Czarniński, Choiny, Ciopan, Cisówka, Czarna, Goździówka, Kolonia Stanisławów, Legacz, Lubomin, Ładzyń, Łęka, Mały Stanisławów, Ołdakowizna, Papiernia, Porąb, Prądzewo-Kopaczewo, Pustelnik, Retków, Rządza, Sokóle, Stanisławów, Szymankowszczyzna, Suchowizna, Wólka Czarnińska, Wólka-Konstancja, Wólka Piecząca, Wólka Wybraniecka, Zalesie, Zawiesiuchy.

## Overige plaatsen
Kaimowizna, Kubajówka, Marcelin, Ogrodziska, Poręby Leśne, Retkowizna, Strychowizna, Zofka.

## Aangrenzende gemeenten
Dębe Wielkie, Dobre, Jakubów, Mińsk Mazowiecki, Poświętne, Strachówka, Zielonka